# Колобянин, Антон Валерьевич
Антон Валерьевич Колобянин (27 октября 1971, Пермь — 26 июня 2025, там же) — российский поэт.
Публиковался в журналах «Урал», «Несовременные записки», «Уральская новь», «Вещь» и др. Автор сборника стихов «Центр дождя» (Пермь: Фонд «Юрятин»).

## Биография
Родился 27 октября 1971 года в Перми, в семье отца — Валерия Яковлевича и матери — Светланы Петровны. Детство Колобянина прошло в своём родном городе Перми и Красновишерске.
С детства интересовался поэзией, читал книги, занимался лепкой. Во 2-3 классе начал писать свои первые стихи. Изначально родители мальчика отдавали его в различные кружки, был и спорт и музыка, но путь Колобянина остановился на поэтической деятельности.
Скончался 26 июня 2025 года на 54-м году жизни в Перми.